# Paul Peytral

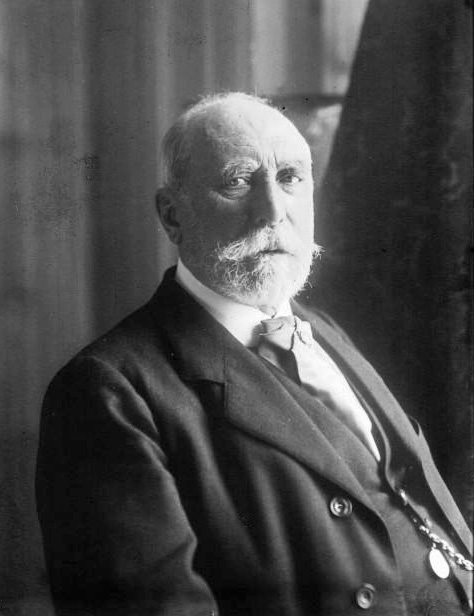
Peytral 1914

Paul Peytral (* 20. Januar 1842 in Marseille; † 30. November 1919 ebenda) war ein französischer Politiker. Er war 1881 bis 1894 Abgeordneter der Nationalversammlung und von 1894 bis 1919 Mitglied des Senats.

## Leben
Peytral zog 1881 für den Parti radical in die Nationalversammlung ein. Von Januar bis Dezember 1886 war er Ministerialdirektor für Finanzen. Im April 1888 wurde er unter Premier Charles de Freycinet erstmals Finanzminister, was er bis Februar 1889 blieb. 1893 besetzte er erneut für einige Monate diesen Posten. Im folgenden Jahr wechselte er von der Nationalversammlung in den Senat. Dort gehörte er der gemäßigt linken Fraktion an. Von 1898 bis 1899 war er erneut Finanzminister. Im Senat war er weiterhin für die Finanzen, aber auch für Marineangelegenheiten zuständig. 1919 starb er vor Ablauf seines Mandats.